# Pippo: Acropazzie sullo skate
Pippo: Acropazzie sullo skate (Disney's Extremely Goofy Skateboarding) è un videogioco di skateboard del 2001 per PC Microsoft Windows sviluppato dall'australiana Krome Studios e pubblicato dalla Disney Interactive e Halifax.

## Modalità di gioco
Il giocatore può scegliere di vestire i panni di Pippo o in suo figlio Max, personaggi Disney protagonisti di Ecco Pippo!, In viaggio con Pippo ed Estremamente Pippo.
Nel menu principale sono presenti 5 modalità di gioco:
- Sessione Sfida: è divisa in quattro mondi suddivisi in tre livelli-percorsi ciascuno, per un totale di 12 luoghi. In questa modalità, si devono completare almeno due dei tre obiettivi, come raccogliere monete, buttare a terra tre oggetti dello stesso tipo e/o raccogliere tre oggetti di un altro medesimo tipo.
- Sessione Agilità: è uguale alla Sfida, solo che, al contrario, si devono totalizzare un certo limite di punti. Se si completa il percorso entro il tempo limite, si ottengono punti bonus in base al tempo rimasto.
- Sessione Bonus: è la modalità multigiocatore, e si completa una volta completato almeno un mondo della Sessione Sfida o Sessione Agilità. I due giocatori si scambiano i turni in una sessione ambientata in una doppia rampa per skateboard. La sessione termina dopo tre round alternati tra il primo e il secondo giocatore, e vince quello che totalizza più punti.
- Scatena la tua bravura: è la modalità libera, dove è possibile esplorare liberamente tutti i luoghi sbloccati.
- Allenati con i trick: è la modalità di tutorial del gioco, anche se funge più da sala comandi dei trick presenti nel gioco.